# 창사특집 MBC와 나
《창사특집 MBC와 나》는 변창립 아나운서가 진행하는 문화방송의 라디오 프로그램이다.
창사 50주년 특집으로 신설되었으며 50년 동안 MBC와 함께한 인물들을 만나보는 프로그램이었으며
방송기간 동안 총 51명을 만났으며 2011년 12월 30일을 끝으로 두달만에 폐지되었다.